# Setge d'Harfleur
El setge d'Harfleur per Enric V d'Anglaterra va començar el 18 d'agost de 1415 i va durar fins a la rendició de la vila d'Harfleur, el principal port del nord de França, després d'un mes de combats el 22 de setembre durant la Guerra dels Cent Anys.

## Antecedents
El dimarts 13 d'agost de 1415, la flota d'Enric V d'Anglaterra, formada de 1.600 naus, estava al davant de Chef-de-Caus, a l'estuari del Sena. El desembarcament va tenir lloc l'endemà, dia 14, amb un exèrcit de 30.000 homes, 6.000 homes d'armes i 24.000 arquers.

## Desenvolupament tàctic
Després del desembarcament, els anglesos van atacar Harfleur amb 2.000 homes d'armes i 6.000 arquers. La guarnició de 100 homes es va veure reforçada per dos experimentats cavallers, el senyor d'Estouteville i el senyor de Gaucourt, que van arribar amb 300 homes en armes i prengueren el comandament.
El 18 d'agost, Thomas de Lancaster va establir un campament al costat est de la ciutat després d'aturar un comboi de socors francès amb armes de foc, ballestes i altres subministraments. Un mes després de l'inici del setge la muralla estava greument malmesa per les dotze bombardes i altres màquines de setge angleses, i Enric V d'Anglaterra va plantejar un assalt general a la ciutat, però la ciutat va demanar parlamentar als comandants i es va acordar que si un exèrcit francès estacionat a Vernon (Eure) no arribava abans del 23 a la ciutat es rendiria.

## Conseqüències
Els cavallers van ser posats en llibertat condicional per reunir el rescat, i els que estaven disposats a prestar jurament de lleialtat a Enric V d'Anglaterra van ser autoritzats a romandre, mentre que la resta van rebre l'ordre de partir.
Enric V preveia fer el mateix que havia fet a Calais, transformar-la en una colònia anglesa. Hi va deixar una guarnició i va deixar la ciutat el dia 7 d'octubre amb la resta del seu exèrcit per tal de reconquerir Calais. Va remuntar per la riva esquerra del Somme per trobar un pont o un gual mal defensat i travessar-lo. Aquesta recerca el va conduir a portar l'exèrcit a l'altiplà on està situat la vila d'Agincourt, on va tenir lloc la batalla d'Agincourt.